# Leogang
Leogang är en ort och kommun i Österrike. Den ligger i distriktet Zell am See i förbundslandet Salzburg, 280 km väster om huvudstaden Wien. 
Kommunen består av 16 orter (Ortschaften) (inom parentes invånarantal 1 januari 2024):

- Berg (59)
- Ecking (202)
- Grießen (73)
- Hirnreit (566)
- Hütten (165)
- Leogang (521)
- Madreit (101)
- Otting (40)
- Pirzbichl (59)
- Rain (325)
- Rosental (187)
- Schwarzleo (52)
- Sinning (259)
- Sonnberg (669)
- Sonnrain (184)
- Ullach (118)